# Balmartin
Balmartin, auch Balemartin, schottisch-gälisch: Baile Mhartainn, ist ein Weiler auf der schottischen Hebrideninsel North Uist, die zu den Äußeren Hebriden zählt. Historisch lag er in der traditionellen Grafschaft Inverness-shire.

## Geschichte
Am Südrand der Ortschaft finden sich Reste, bei denen es sich um einen bronzezeitlichen Cairn handeln könnte. Ob Balmartin einst Standort einer Kapelle war, ist zweifelhaft. Aus dem 19. Jahrhundert existieren Aufzeichnungen über einen „Caracrom“ genannten Menhir im Zentrum Balmartins, der jedoch in den 1960er nicht bestätigt werden konnte. Balmartin entwickelte sich als Croftersiedlung. Neben der Feld- und Weidewirtschaft wurde in Balmartin auch Sand abgebaut. Vermutlich zum Straßenbau wurde an einer weiteren Grube auch Kies abgebaut. Zuletzt finden sich in Balmartin auch Belege für den Torfabbau. Auf der Ordnance Survey aus dem Jahre 1881 sind in Balmartin sieben Crofts verzeichnet, längliche Landstücke von 63 Meter Breite und rund 400 Metern Länge. Sie verfügten jeweils über Stallungen, die über einen parallel zur Straße verlaufenden Pfad miteinander verbunden waren. Bereits 1904 erscheint die klassische Crofting-Struktur aufgebrochen. Das ehemalige Pfarrhaus Baleloch House am Loch Hosta wurde 1816 errichtet und bis in die 1930er Jahre als Pfarrhaus genutzt.

## Beschreibung
Die Ortschaft liegt nahe der Nordwestküste North Uists zwischen den Weilern Hosta im Süden und Malaclate im Nordosten. An ihrem Südrand befindet sich der kleine Loch Hosta. Rund fünf Kilometer südwestlich befindet sich mit dem Kap Aird an Runair der westlichste Punkt North Uists. Die von North Uist aus sämtliche Inseln Uists verbindende A865 erschließt die Ortschaft. Die küstennahen Flächen liegen als Machair vor, während es sich bei den östlichen, unbesiedelten Flächen um mooriges Hügelland handelt.